# 変わったかたちの石
『変わったかたちの石』（かわったかたちのいし）は、KinKi Kidsの32枚目のシングル。2012年1月11日発売。発売元はジャニーズ・エンタテイメント。

## 解説
PVは映画監督である行定勲が撮影した。また、発売に先駆け1月9日と10日にPV上映会が行われた。
初回盤、通常盤の2形態で発売されており、初回盤には「変わったかたちの石」のmusic clipのDVDが付いている。

### 批評
音楽評論家の市川哲史は、「歳を重ねていつしか流され丸くなってゆくわが身への戒めとして、河原で拾った石に尖っていた心の自分を思い出すという、KinKi Kidsのマニフェスト・ソングと言っていい名曲だ」と評した。

## チャート成績
2012年1月23日付のオリコンの週間シングルランキングで初週12.3万枚を売り上げて、初登場1位を記録し、自身の持つシングル連続首位記録を32作としたことで、ギネス世界記録である『デビューからのシングル連続首位記録』を更新した。

## 収録曲

### 初回盤
1. 変わったかたちの石 [4:52]
（作詞：秋元康　作曲：マシコタツロウ　編曲：武部聡志）
出版者：ブライト・ノート・ミュージック AP事業部
2. ナミダ 空に輝く [4:27]
（作詞：Shusui　作曲：織田哲郎　編曲：家原正樹　コーラスアレンジ：Ko-saku）
出版者：ブライト・ノート・ミュージック
3. 変わったかたちの石 - Backing Track

#### DVD（初回盤のみ）
1. 「変わったかたちの石」music clip

### 通常盤
1. 変わったかたちの石
2. ナミダ 空に輝く
3. 輪郭 -l'e contour d'amour- [3:48]
（作詞：Satomi　作曲：瀬川浩平　編曲：家原正樹　コーラスアレンジ：Ko-saku）
出版者：ブライト・ノート・ミュージック
4. ユキムシ [5:29]
（作詞・作曲：canna　編曲：家原正樹）
出版者：ブライト・ノート・ミュージック

## 楽曲の収録アルバム
- 変わったかたちの石
  - L album
  - The BEST
- ナミダ 空に輝く

（アルバム未収録）
- 輪郭 -l'e contour d'amour-

（アルバム未収録）
- ユキムシ

（アルバム未収録）

## 映像作品
- 変わったかたちの石
  - L album（初回限定盤）
  - King・KinKi Kids 2011-2012
  - P album（初回盤A）